# Simon Korteweg
Simon Korteweg (Rotterdam, 18 oktober 1902 - Groningen, 12 mei 1997) was een Nederlands ambtenaar, hoogleraar economie en politicus. Van 1959 tot 1963 was hij Tweede Kamerlid voor de VVD.  

## Leven
Simon Korteweg werd in 1902 in Rotterdam geboren. Zijn vader, Simon Korteweg, was een in 1869 in Mijnsheerenland geboren hoofdonderwijzer, zijn moeder, Sophia Elizabeth de Man, was in 1877 in Dordrecht geboren. Op 17 september 1936 trad hij in Rotterdam in het huwelijk met Cornelia Alberta Rooij. Het echtpaar kreeg twee zonen en een dochter.

## Carrière
Hij begon zijn loopbaan bij de Kamer van Koophandel. Daarna was hij hoofdambtenaar op het ministerie van Economische Zaken.
In 1949 werd hij in Groningen hoogleraar economie. Van 1959 tot 1963 was hij vervolgens woordvoerder economische zaken van de VVD-Tweede Kamerfractie. Van 1963 tot zijn emeritaat in 1972 was hij opnieuw hoogleraar economie aan de Universiteit van Groningen. Zijn belangstelling ging uit naar het geldwezen en internationale economische vraagstukken.

## Familie
Hij is verre familie van Pieter Korteweg (1941), eveneens hoogleraar economie.

## Geselecteerde publicaties
- "Nederland en de toekomst van den internationalen handel" (1939)
- "De geldtheorie" (1945, diverse herdrukken)
- "Het moderne geldwezen" (1946, diverse herdrukken, samen met Keesing)
- "De wereldconferentie over handel en werkgelegenheid" (1948)
- "De onderneming in de geleide economie" (1951)
- "Vrijheid en gebondenheid in economicis" (1965)

## Jubileumboek
- H. de Haan, S.K. Kuipers en J.K.T. Postma (red., 1972), "Mens en keuze: opstellen aangeboden aan Prof. drs. S. Korteweg ter gelegenheid van de voltooiing van zijn zeventigste levensjaar"